# Nikken Sekkei
Nikken Sekkei Ltd. (株式会社日建设计, Kabushiki-gaisha Nikken Sekkei) é a maior agência independente de arquitetura Japão, com sede em Chiyoda, Tóquio. Fundada em 1900, inclui cerca de 2000 funcionários e já participou de projetos em cinquenta países, principalmente na Ásia, incluindo Japão, China, Singapura, Malásia, e também nos Emirados Árabes Unidos e África . A agência oferece serviços de planejamento, engenharia de consultoria, bem como arquitetura e é conhecido pela atenção ao detalhe.
A agência desenvolveu um grande número de arranha-céus (cerca de 80), por vezes em colaboração com outras agências, especialmente a partir dos anos 1990 no Japão e em outros países do mundo, incluindo Turquia (TAT Towers em Istambul). Algumas das obras são de significante importância como é exemplo o Mode Gakuen Spiral de Nagoya ou Burj Al Alam no Dubai. Nikken Sekkei está entre os escritório de arquitetura japoneses que mais arranha-céus projetou.

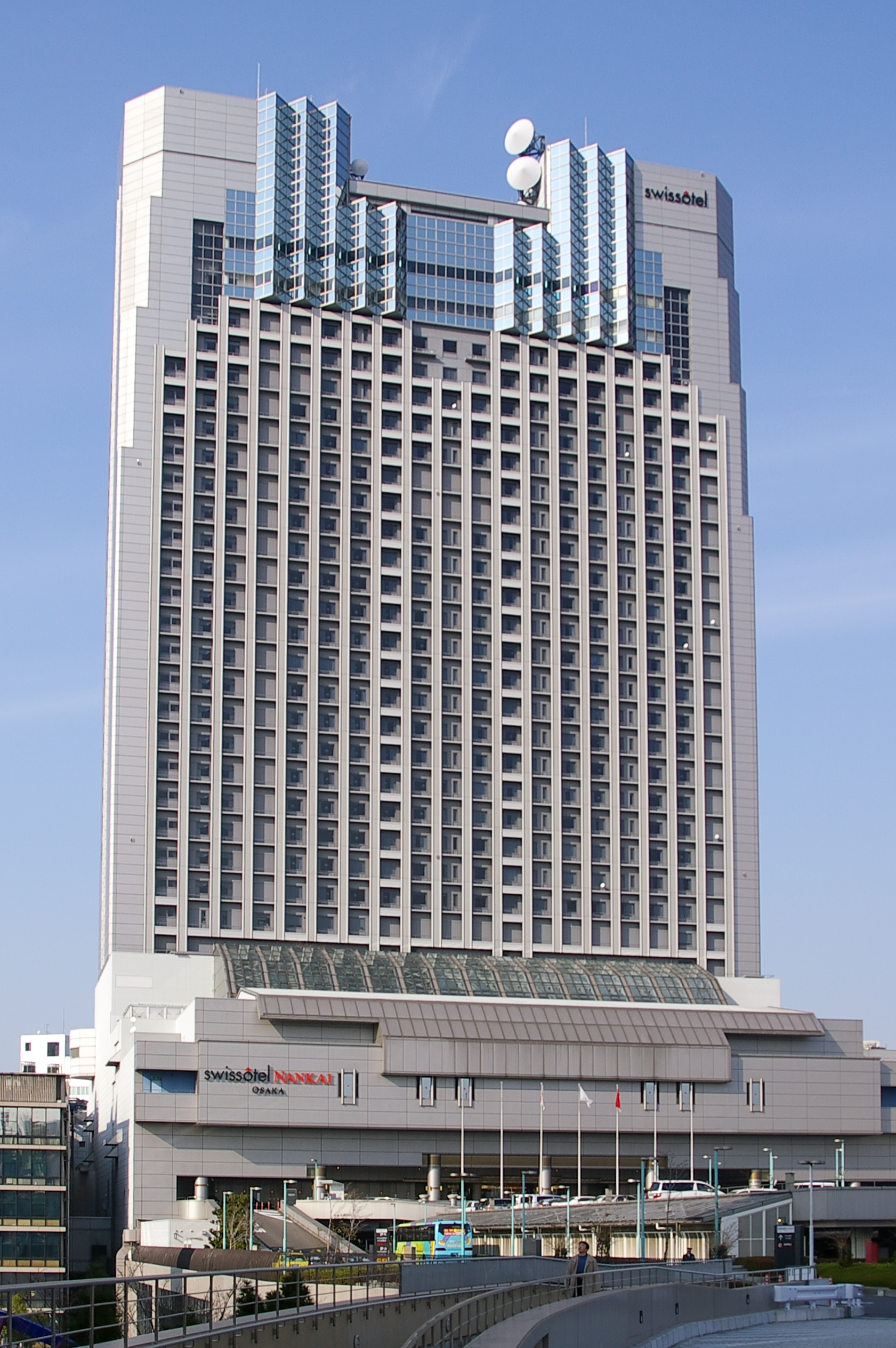
Swissotel Nankai em Osaka, 1990

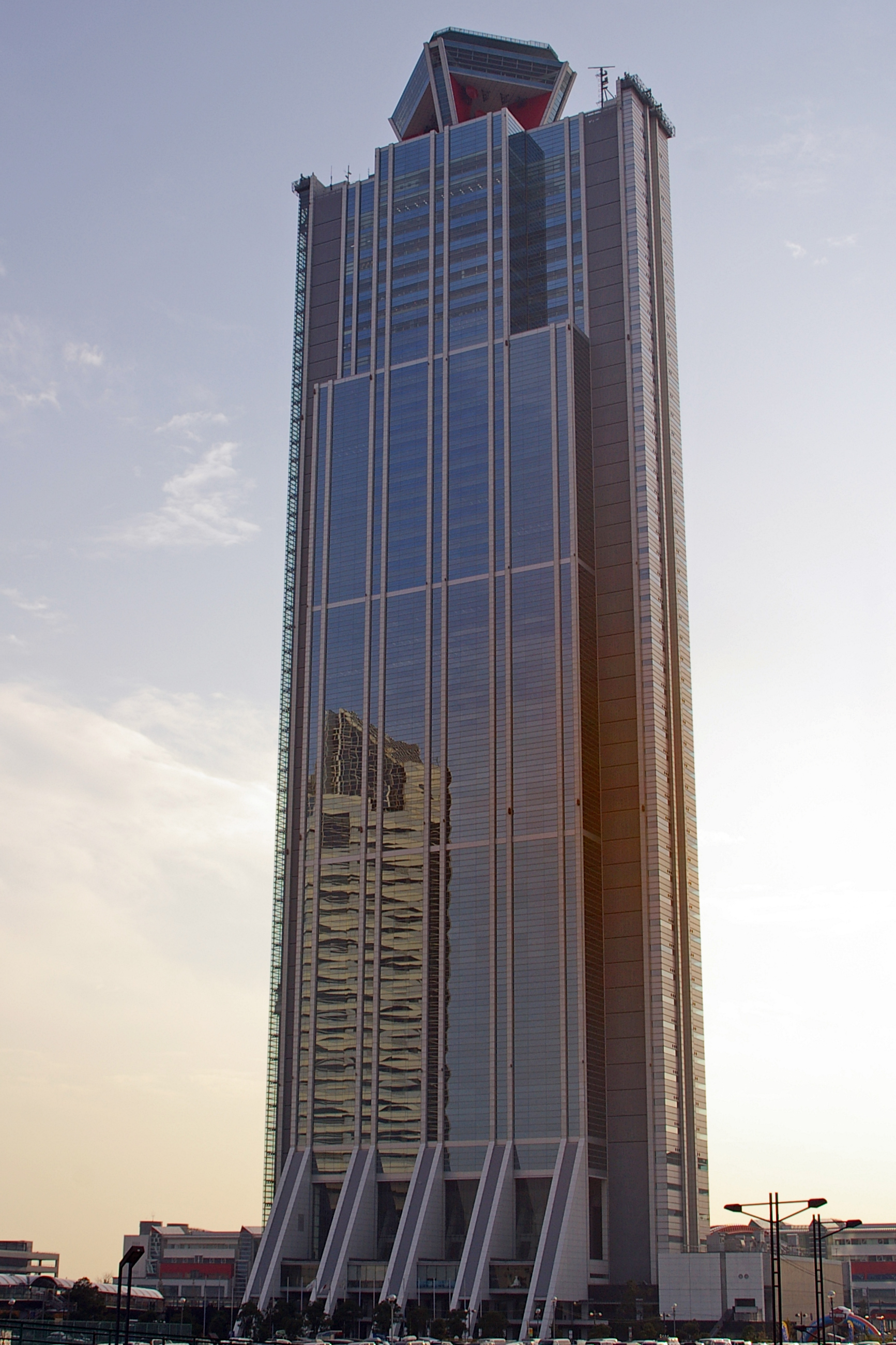
Osaka World Trade Center em Osaka, 1995

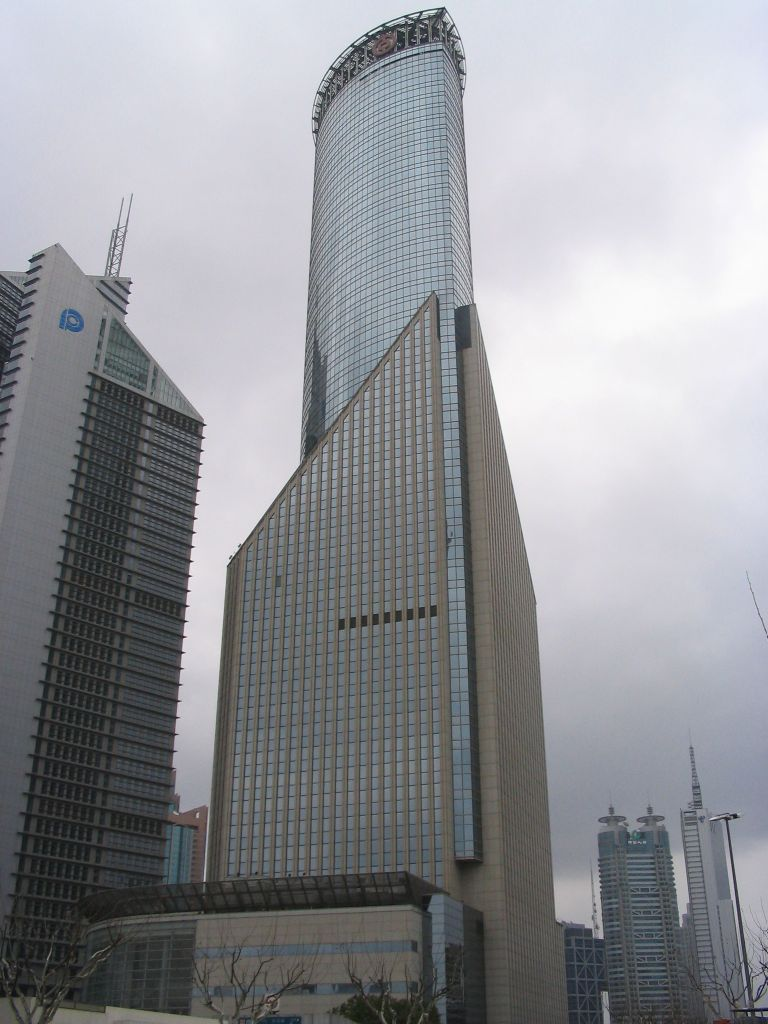
Bank of China Tower em Xangai, 2000

## Principais obras

### Década de 1980
- Kobe Portopia Hotel, Kōbe, 1981
- Trade Tower, Seul, Coreia do Sul, 1988
- Kobe City Hall, Kōbe, 1989

### Década de 1990
- Swissôtel Nankai, Osaka, 1990
- NEC Supertower, Tokyo, 1990
- Matsushita IMP Building, Osaka, 1990
- Yokohama Grand Intercontinental Hotel, Yokohama, 1991
- Toyosu Center Building, Tokyo, 1992
- Sumitomo Chemical Engineering Center, Chiba, 1993
- NTT Credo Motomachi Building, Hiroshima, 1993
- Bunkyo Civic Center em Tokyo, 1994
- Osaka World Trade Center em Osaka, 1995
- Rinku Gate Tower em Izumisano (perto de Osaka), 1996
- Pias Tower em Osaka, 1996
- Tomin Tower Shinonome, em Tokyo, 1996
- JR East Japan Headquarters em Tokyo, 1997
- Odakyu Southern Tower em Tokyo, 1998
- Meiji University Liberty Tower, Tokyo, 1998
- Nishi Shinjuku Mitsui Building em Tokyo, 1999

### Década de 2000
- Bank of China Tower (Xangai), em Xangai (China),  2000
- Harumi Island Triton Square Tower Y, em Tokyo, 2000
- Yasuda Seimei, em Osaka, 2000
- Umeda Dai Building em Osaka, 2000
- TAT Towers em Istanbul (Turquia),  2000
- Shinjuku Oak Tower em Tokyo, 2002
- Nittocho Nishi Shinjuku Building, Tokyo, 2002
- Namba Park Tower em Osaka, 2003
- JR Tower em Sapporo, 2003
- Garden Air Tower em Tokyo, 2003
- Daido Seimei Kasumigaseki, em Tokyo, 2003
- Nihon Seimei Marunouchi em Tokyo, 2004
- Kansai Electric Power Building em Osaka, 2004
- Toyosu IHI Building em Tokyo, 2006
- Mode Gakuen Spiral, em Nagoya, 2008.
- Akasaka Tower Residence, Tokyo, 2008
- City Tower Toyosu The Twin, Tokyo, 2009
- Naka-Meguro Atlas Tower, Tokyo, 2009

### Década de 2010
- Tokyo Skytree em Tokyo, 2012
- Burj Al Alam em Dubai, construção suspensa.
- Camp Nou em Barcelona, 2016